# Кицмаришвили, Эроси
Эроси Кицмаришвили (груз. ეროსი კიწმარიშვილი; 1965, Рустави, Грузинская ССР — 15 июля 2014, Тбилиси, Грузия) — грузинский политик, до мая 2012 года — один из лидеров оппозиционной «Грузинской партии», бывший посол Грузии в России (2008), в прошлом — президент Торгово-промышленной палаты Грузии (2004), предприниматель, основатель и владелец телеканала «Рустави-2».

## Биография
Эроси (Эрос) Кицмаришвили родился в 1965 году в городе Рустави Грузинской ССР.
В 1993 году Кицмаришвили выступил основателем телекомпании «Рустави-2»
В 2004 году Кицмаришвили занял пост президента Торгово-промышленной палаты Грузии. При этом он оставался владельцем «Рустави-2».
В 2005 году Кицмаришвили был вынужден продать акции «Рустави-2» одному из ближайших соратников экс-министра обороны Грузии Ираклия Окруашвили, бизнесмену Кибару Халваши.
В 2005 году Кицмаришвили уехал в Соединённые Штаты Америки, где пытался организовать свой бизнес (по собственным словам, «главным образом занимался продвижением грузинских товаров на американском рынке»). В этот период он также являлся послом Грузии по особым поручениям в Нью-Йорке.
В феврале 2008 года Кицмаришвили был назначен на должность посла Грузии в России, сменив на этом посту Ираклия Чубинишвили (кандидатуру Кицмаришвили предложил сам Саакашвили). 11 июля 2008 года он был отозван Грузией из Москвы «для консультаций», что грузинская сторона мотивировала нарушением её воздушного пространства (пролётом российских военных самолётов над Южной Осетией), став последним в этой должности — в сентябре 2008 года, после августовской войны, Грузия разорвала дипломатические отношения с Россией.
15 июля 2014 года новостные агентства сообщили, что Кицмаришвили обнаружен мёртвым в автомобиле у своего дома в Тбилиси, рядом с трупом был найден пистолет. Следствие также позже пришло к выводу о том, что причиной смерти стало самоубийство из-за финансовых проблем.
Похоронен на Сабурталинском кладбище.